# St.-Pankratius-Kirche (Welsleben)

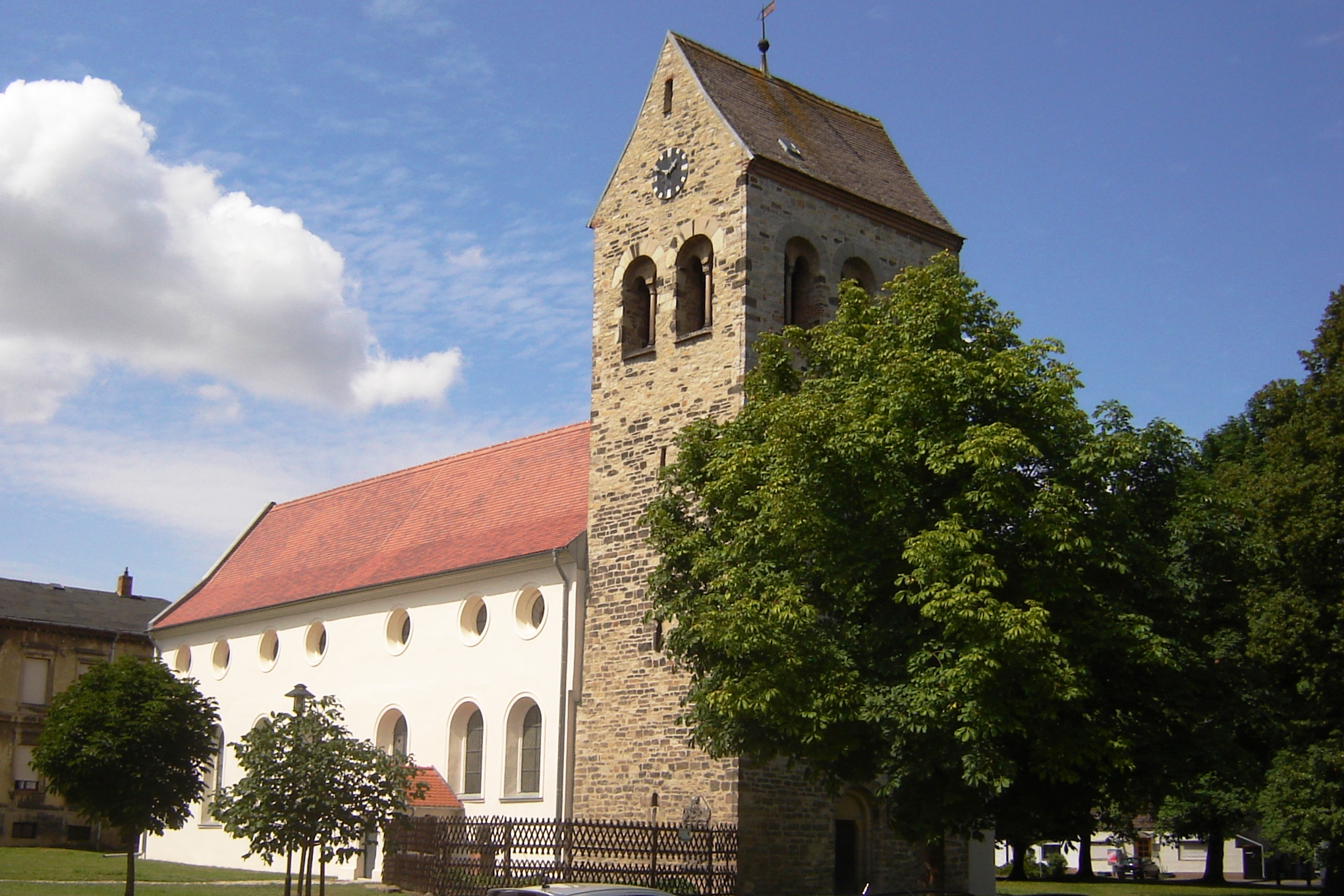
St.-Pankratius-Kirche (Südostansicht)

Die St.-Pankratius-Kirche in Welsleben ist ein evangelisches Kirchengebäude, dessen Kirchturm als architektonische Besonderheit östlich des Kirchenschiffs steht. Welsleben ist ein Ortsteil der Gemeinde Bördeland im Salzlandkreis in Sachsen-Anhalt.

## Beschreibung

### Baukörper
Das Kirchengebäude gliedert sich in den Ostturm und das Kirchenschiff mit seinen Anbauten. Der unverputzte spätromanische Kirchturm ist der älteste Bauteil der Kirche, das Jahr seiner Errichtung wird mit 1225 angegeben. Er hat einen Grundriss von 9,00 × 6,15 m und wurde im unteren Teil aus dunklen Grauwacke-Bruchsteinen gemauert, während für das Glockengeschoss helleres Bruchsteinmaterial aus Grauwacke verwendet wurde. Der Turm trägt ein ziegelgedecktes Satteldach. Im Glockengeschoss sind an den Breitseiten jeweils drei, an den Schmalseiten jeweils zwei Schallöffnungen eingelassen, die als spitzbogige Biforien ausgeführt sind. Die Zwillingsfenster sind durch eingestellte Säulen mit Knospenkapitellen getrennt und von einem Rundbogen überfangen. An den Giebelseiten sind die Zifferblätter der Turmuhr angebracht. An der Ostseite des Turms befindet sich eine rundbogige Einlasspforte.
Entgegen der üblichen Kirchenbauweise schließt sich das rechteckige verputzte Kirchenschiff an der Westseite des Turms an. Mit einer Breite von 9,55 m ragt es an der Südseite über den Turm hinaus. Nach Zerstörungen im Dreißigjährigen Krieg wurde im August 1670 mit dem Neubau das Kirchenschiffs begonnen. Ob bei der Vorgängerkirche das Schiff bereits westlich des Turms stand, ist ungeklärt. Nach der Chronik von 1933 (s. u.) wurde der Neubau am 14. Oktober 1671 abgeschlossen, nach der über dem Südportal angebrachten Jahreszahl von 1676 hat es wahrscheinlich weitere Umbauarbeiten gegeben.
Das Kirchenschiff wird ebenfalls von einem Satteldach abgeschlossen. Die Südseite ist mit sieben Rundbogenfenstern durchbrochen, die Nordseite weist drei gleichartige Fenster auf. Über allen Fenstern befinden sich zusätzlich Kreisfenster. Der südliche Einlass erfolgt über einen kleinen spitzgiebligen Anbau. Zwei weitere größere Anbauten mit einem Walmdach befinden sich an der Nordseite. An der fensterlosen Westwand sind drei stark verwitterte gotische Reliefs einer Kreuzigungsgruppe eingelassen.

### Innenraum
Das Innere des Kirchenschiffs wird von einer flachen Tonnendecke überwölbt. Ältestes Inventarstück ist der Altartisch, datiert 1400. Er diente ursprünglich als Grabplatte und weist Ritzfiguren eines Ritters und zweier Frauen auf. Der Altar selbst ist ein Kanzelaltar, dessen Kanzel aus der Vorgängerkirche übernommen wurde, während die Altarwand 1722 hergestellt wurde. Sie mit zwei Säulen und geschnitztem Blattwerk geschmückt. Der Taufstein mit sechsseitigem Becken auf einem Balusterschaft wurde 1671 gefertigt. 1725 wurde eine hölzerne hufeisenförmige Empore eingebaut, deren Brüstungsfelder mit Blumengirlanden bemalt sind. Auf dem Mittelteil der Empore wurde Mitte des 19. Jahrhunderts eine Orgel aufgestellt, die mit einem neuromanischen Prospekt ausgestattet wurde. Von ehemals zwei Glocken befindet sich nur noch eine Glocke, die 1488 gegossen wurde, im Turm.
Die Welsleber Kirche wurde dem römischen Märtyrer und Heiligem Pankratius geweiht.